# Новая Телешовка
Новая Телешовка также Телешеука Ноуэ (рум. Teleșeuca Nouă) — село в Дондюшанском районе Молдавии. Наряду с селом Телешовка входит в состав коммуны Телешовка.

## География
Село расположено на высоте 253 метра над уровнем моря.

## Население
По данным переписи населения 2004 года, в селе Новая Телешовка проживает 211 человек (107 мужчин, 104 женщины).
Этнический состав села:
| Национальность | Число жителей | Процентный состав |
| -------------- | ------------- | ----------------- |
| молдаване      | 207           | 98,1              |
| украинцы       | 2             | 0,95              |
| русские        | 2             | 0,95              |
| Всего          | 211           | 100 %             |